# Der heimliche Freund
Der heimliche Freund (span. Originaltitel: A escondidas, engl. Alternativtitel: Hidden Away) ist der erste Langfilm des spanischen Regisseurs Mikel Rueda aus dem Jahr 2014. Das Jugend-Drama behandelt die Freundschaft der beiden 14-Jährigen Jungs Ibra, marokkanischer Flüchtling, und Rafa, ungeouteter Schwuler, die im Spannungsfeld zwischen Rassismus/Abschiebung auf der einen Seite und der ersten Liebe/Homophobie auf der anderen Seite, eine emotionale Beziehung über alle Barrieren hinweg aufbauen.

## Handlung
Ibra ist aus Marokko mit 14 Jahren unbegleitet nach Spanien geflüchtet. Hungrig und ohne Geld stiehlt er Lebensmittel, jedoch bewahrt ihn Youssef vor strafrechtlichen Folgen und nimmt sich seiner an. Ibra kommt in ein Flüchtlingsheim und begegnet dort den Betreuern Alicia und Jose. Skeptisch sucht Ibra Anschluss zur Clique um Anführer Youssef, die sich bald als Drogenbande offenbart und Ibra als Dealer wider Willen auf der Straße verpflichtet.
Rafa ist ebenfalls 14 Jahre alt und introvertierter Außenseiter in seinem rein männlichen Bekanntenkreis. Der rowdyhafte Javi stachelt Rafa zu Eroberungen von Mädchen an und wettert gegen ‚die Araber‘. Doch Rafa ist nicht an Frauen interessiert. Auf der Toilette eines Clubs begegnet er Ibra, zu dem er sich hingezogen fühlt. Sie treffen immer wieder aufeinander, zu Beginn sehr zögerlich, denn jeder hat seine Gründe, die immer enger werdende Freundschaft geheim zu halten.
Mit seinem besten Freund Guille kann Rafa entspannt abhängen, jedoch ist Guille auch besorgt, weil Rafa sich immer weiter aus dem alten Freundeskreis und auch von ihm zurückzieht. Er bietet Hilfe an ohne ihn zu verurteilen, die Rafa jedoch erst annehmen kann, nachdem Ibra und Rafa in einem intimen Moment von Javi überrascht und zwangsweise geoutet werden. Unter Tränen stellt er fest, welchen wahren Freund er in Guille hat.
Ibra taucht alleine unter, als ihm die zwangsweise Abschiebung droht und er von Youssef Repressionen erwartet, nachdem er als Drogendealer ausgestiegen ist. Rafa macht ihn jedoch ausfindig und bringt ihn zurück ins Heim, wo sie feststellen, dass die Betreuer die Polizei verständigen müssen; sie fliehen gemeinsam. Ibra trifft Youssef, der auf der Flucht Richtung Frankreich ist, und kann diesem diesmal aus einer Notlage helfen, entscheidet sich aber gegen die gemeinsame Flucht mit Youssef, um seinem gestürzten Freund Rafa zu helfen.

## Produktion
Der Film wurde in Deutschland am 27. Oktober 2015 von der Edition Salzgeber auf DVD als Original mit dt. Untertiteln herausgebracht, einen offiziellen Kinostart gab es bisher nicht.
Internationaler Verleiher ist WIDE.
Rueda widmete den Film dem Schauspieler Álex Angulo, der im Juli 2014 bei einem Autounfall ums Leben kam und im Abspann des Films gewürdigt wird.
Gedreht wurde im Umfeld von Bilbao. Der Regisseur wollte eine Kulisse haben, die überall zu finden sein könnte.

## Rezeption
Gunter Geltinger beschreibt im Magazin Sissy das erste Aufeinandertreffen der zwei Welten zu Beginn des Filmes: auf der vom Wohlstandsmüll gesäumten Straße ist Ibra allein auf der Suche nach Essen und Unterkunft. Auf Rafas Frage nach den Ursachen für seine Flucht sagt Ibra im Film ‚Du willst es nicht wissen‘, laut Geltinger kennen wir die Antwort. Ruedas Verzicht auf allzu plakative Darstellung des realistischen Flüchtlingsdramas ließe den Film an politischer und ästhetischer Relevanz gewinnen.
Bildlich merkt Geltinger an, dass es immer wieder um zielgerichtete Bewegungen gehe: von selbst gebauten Kegelspielen, übers Bowling, Steine auf Dosen werfen, der Torwurf beim Wasserball, bis hin zum jugendlichen Raufen, Halt zu finden auf dem Körper des Gegenübers. Doch seien die beiden Protagonisten wie zwei Königskinder – getrennt durch einen Ozean – die nicht zusammenfinden könnten.

„Durch die schönen Bilder des sehnsüchtigen Liebesreigens sickert das Blut der Wunde, glotzt durch die Risse die Fratze des Elends, droht der Tod. Das Weichgezeichnete steht stellvertretend für die Amnesie, in der wir uns eingerichtet haben, um gut und fern vom Geschehen auf den Booten und in den Auffanglagern leben zu können. Denn Ibra muss wieder auf die Straße.“

Jonathan Holland identifiziert im Hollywood Reporter Rassismus und Romantik als Schwerpunkte des “teen outsiders drama” (deutsch: „jugendlichen Außenseiter-Dramas“). Er bezeichnet den Film als leise, gedämpfte Geschichte, dessen Titel sich auch durch ausgedehnte Schweigeszenen erkläre: die pubertierenden Jungs verbergen ihre Emotionen und schweigen lieber, als banal zu plaudern. Für Holland sei das authentisch für diese Jugendlichen, die nicht in der Lage seien zu verbalisieren, jedoch sei es auch nicht besonders toll anzuschauen. Die Kamera würde beide Protagonisten und ihre oft teilnahmslosen Gesichter mit langen Nahaufnahmen zeigen, jedoch wünschte sich Holland mehr Auskunft über den inneren Geisteszustand der Gezeigten. Auch findet er, einige Nebencharaktere seien oft charismatischer als die Hauptfiguren, würden jedoch aufgrund des Handlungsvortriebs nicht weiter beleuchtet werden. So könnte z. B. Rafas bester Freund Guille heimlich in ihn verliebt sein, jedoch ignoriere ihn Rafa bei seinem Sturm auf und Drang nach Ibra.

## Festivals und Auszeichnungen
Nuremberg International Human Rights Film Festival 2015
- Teilnahme in der Sektion Competition[8]

Spanish Film Festival 2015 (Australien)
- Teilnahme in der Sektion Reel Español[9]